# Desert Island Discs
Desert Island Discs ist der Titel einer wöchentlichen Kultursendung der BBC. Sie wurde erstmals am 27. Januar 1942 in dem von Bomben beschädigten Maida Vale Studio aufgezeichnet und zwei Tage später für die britischen Streitkräfte im Forces Programme um 20 Uhr ausgestrahlt. Desert Island Discs zählt damit zu den am längsten laufenden Hörfunksendungen der Welt. Derzeit wird das Programm sonntags von 11.15 Uhr bis 12 Uhr auf BBC Radio 4 gesendet (Wiederholung: freitags zwischen 9 Uhr und 9.45 Uhr). Es kann aber auch online sowie als Podcast nachgehört werden. 2019 wurde die Sendung von einer Gruppe von Industrieexperten zur "greatest radio show of all time" gewählt.

## Konzept
Jede Woche ist ein anderer Prominenter Gast der Sendung und stellt seine Auswahl von acht Musikstücken vor, die er als Schiffbrüchiger (engl.: castaway) auf eine einsame Insel (desert island) mitnehmen würde, zudem ein Buch. Die Bibel (respektive die Heilige Schrift der Religion des Interviewgasts) sowie Shakespeares Gesammelte Werke stehen hierbei nicht zur Auswahl, da sich Ausgaben derselben bereits auf der Insel befänden. Gegen Ende der Sendung wählt der Gast zudem einen Luxusgegenstand aus, der unbelebt sein muss und nicht zum Verlassen der Insel oder zur Kommunikation mit der Außenwelt benutzbar sein darf.

## Geschichte
Der erste Moderator der Sendung war ihr Erfinder Roy Plomley, ein Schauspieler und Ansager. Er schlug das Konzept 1941 der BBC vor, und es wurde von Leslie Perowne angenommen.  Die Produktion wurde von 1946 bis 1951 ausgesetzt. Seitdem wurde die Sendung im Home Service ausgestrahlt, und die Gäste durften sich fortan auch ein Luxusgut und ein Buch wünschen. Seit September 1967 ist die Sendung im damals neu gegründeten Radio 4 zu hören. Plomley moderierte insgesamt 1.791 Folgen der Serie.
1985, nach Plomleys Tod, übernahm zunächst Michael Parkinson die Moderation, vom März 1988 bis zum August 2006 führte Sue Lawley durch die Sendung. Zu ihrer Nachfolgerin wurde Kirsty Young benannt.
Der erste Gast der Sendung war der Komödiant Vic Oliver, der sich als erstes Musikstück der Sendung Chopins Revolutionsetüde „Noch ist Polen nicht verloren“, Nr. 12 in c-moll, in der Interpretation von Alfred Cortot  wünschte. Seither haben zahllose Personen aus Politik, Wissenschaft, Kunst und Sport ihre Lieblingsmusik und -bücher vorgestellt und aus ihrem Leben erzählt, darunter die letzten fünf britischen Premierminister (allerdings nur John Major während seiner Amtszeit). Weitere Gäste der Sendung waren unter anderem Judi Dench, John Malkovich, Prinzessin Margaret, Géza Vermes, George Clooney und Stephen Hawking.